# Teklanika
La rivière Teklanika est un cours d'eau de l'Alaska aux États-Unis, c'est un affluent de la rivière Nenana, elle-même affluent de la Tanana, qui se jette dans le fleuve Yukon.

## Géographie
Elle fait 111 milles (179 km) de long.
Elle coule en direction du nord depuis le glacier Cantwell dans la Chaîne d'Alaska, et se jette dans la rivière Nenana. Son cours se situe pour sa plus grande part à l'intérieur du Parc National Denali, dont l'unique route le croise au mile 31. La Piste Stampede la traverse aussi, laquelle a été utilisée au début du XXe siècle pour la prospection de l'or et du platine trouvés sur ses rives.

## Littérature
Dans le livre intitulé Into the Wild, la rivière Teklanika a été considérée comme le point de non-retour par l'aventurier américain  Christopher McCandless.